# Claude de Pontoux
Claude de Pontoux (* um 1530 in Chalon-sur-Saône; † 1579 ebd.) war ein französischer Lyriker und Übersetzer.
De Pontoux war von Beruf Arzt, wurde aber vor allem als Verfasser mehrerer Gedichtsammlungen und Übersetzer bekannt.

## Werke
- Aux jeunes gens sur la manière de tirer profit des lettres hellénique de Basile de Césarée, Übersetzung, 1569
- La forest paranetique ou admonitoire de Léger Duchesne, Übersetzung, 1569
- Harangues funèbres, sur la mort de divers animaux, extraictes du Toscan, rendues & augmentées en nostre vulgaire : ou sont représentés au vif les naturels desdits animaux, et les proprietez d’iceux,.. de Ortensio Lando, Übersetzung, 1569
- Figures du Nouveau Testament, Gedichte, 1570
- Gelodacrye amoureuse. Contenant plusieurs aubades, chansons, gaillardes, pavanes, bransles, sonnets, stances, madrigales, chapitres, odes, & autres especes de poësie lyrique, Gedichte, 1579
- Les oeuvres de Claude de Pontoux, 1579
- Orationes funebres in obitus aliquot animalium (auctore Hortensio Lando), olim ex italicis gallicae per Claud. Pontosum, postea e gallicis latinae factae per Gulielmum Canterum et nunc primum editae..., Übersetzung, 1590